# Roy Gumbs
Roy Gumbs (29 dicembre 1969) è un ex calciatore anguillano, di ruolo attaccante.

## Carriera

### Club
Gioca dal 1994 al 2008 al Beaconsfield. Nel 2008 si trasferisce allo Slough Town, in cui milita fino al 2010.

### Nazionale
Debutta in Nazionale il 6 febbraio 2008, in El Salvador-Anguilla.